# Aloe canis
Aloe canis é uma espécie de liliopsida do gênero Aloe, pertencente à família Asphodelaceae.